# Papamosques de Sumba clar
El papamosques de Sumba clar (Muscicapa segregata) és una espècie d'ocell de la família dels muscicàpids (Muscicapidae). És una espècie endèmica de Sumba, una de les illes Petites de la Sonda, a Indonèsia. El seu grau de conservació és gairebé amenaçat.